# Un homme en habit (film, 1931)
Pour l’article homonyme, voir Un homme en habit (film, 1927).
Pour plus de détails, voir Fiche technique et Distribution.
Un homme en habit est un film franco-américain réalisé par René Guissart, sorti en 1931.

## Fiche technique
- Titre : Un homme en habit
- Réalisation : René Guissart, assisté de Robert Bossis
- Scénario : John McDermott, d'après la pièce L'Homme en habit[1] d'Yves Mirande et André Picard, créée en 1920
- Adaptation et dialogues : Saint-Granier
- Photographie : Ted Pahle
- Musique : Charles Borel-Clerc, Lionel Cazaux et Casimir Oberfeld
- Société de production : Les Studios Paramount
- Pays de production :  France |  États-Unis
- Format : Noir et blanc — 35 mm — 1,20:1 — Son : Mono
- Genre : Comédie dramatique
- Durée : 88 minutes (1 h 28)
- Date de sortie : 
  - France : 26 juin 1931

## Distribution
- Fernand Gravey : André de Lussanges
- Diana : Gaby
- Suzy Vernon : Germaine de Lussanges
- Pola Illéry : Totoche
- Pierre Etchepare : Pierre d'Allouville
- Louis Baron fils : l'huissier Buffetaut
- Jany Holt : Ninette
- Paul Pauley : le valet de chambre
- Jeanne Fusier-Gir
- Alexandre Dréan
- Marc-Hély
- Pierrette Caillol
- Marcel Carpentier
- Georges Bever
- Henri Prestat
- Georges Cahuzac
- Charlotte Martens
- Henri Vilbert
- Christian Argentin
- Francis Mérey
- Poussard
- Henry Trévoux
- André Pollack
- Henri Jullien
- Henri de Livry

## Autour du film
Le film a été tourné dans les Studios de la Paramount à Joinville-le-Pont[réf. souhaitée].